# Rolls-Royce/Snecma Olympus 593
Rolls-Royce/Snecma Olympus 593 byl britsko-francouzský proudový motor s přídavným spalováním, který poháněl nadzvukový dopravní letoun Concorde. Zpočátku šlo o společný projekt firem Bristol Siddeley Engines Limited (BSEL) a Snecma a jako základ posloužil motor Bristol Siddeley Olympus 22R. Firma Rolls-Royce Limited získala BSEL v roce 1966 během vývoje a BSEL se stala divizí společnosti Rolls-Royce.
Až do ukončení pravidelných komerčních letů Concordu byl Olympus 593 unikátní jako jediný proudový motor s přídavným spalováním, který poháněl civilní letadlo v komerčním provozu.
Celková termodynamická účinnost motoru při nadzvukovém letu (supercruise) byla přibližně 43 %, což byla v té době nejvyšší hodnota zaznamenaná u jakéhokoli normálního termodynamického stroje.

## Varianty
- 593 - Původní verze navržená pro Concorde
  - Tah: 20 000 lbf (89 kN) "na sucho"/ 30 610 lbf (136 kN) s přídavným spalováním
- 593-22R - Pohonná jednotka montovaná do prototypů. Vyšší výkon než u původního motoru kvůli změnám ve specifikaci letadla.
  - Tah: 34 650 lbf (154 kN) "na sucho"/ 37 180 lbf (165 kN) s přídavným spalováním
- 593-610-14-28 - Finální verze montovaná do produkční serie Concordu
  - Tah: 32,000 lbf (142 kN) "na sucho"/ 38 050 lbf (169 kN) s přídavným spalováním

## Specifikace (Olympus 593 Mk 610)

Činnost motoru Concordu při A) vzletu B) nadzvukovém letu C) použití obraceče tahu

### Technické údaje
- Typ: proudový motor
- Délka: 4 039 mm
- Průměr: 1 212 mm
- Hmotnost suchého motoru: 3 175 kg

### Součásti
- Kompresor: axiální kompresor, 7stupňový nízkotlaký, 7stupňový vysokotlaký
- Spalovací komora: prstencová
- Turbína:  1 stupeň nízotlaký a 1 stupeň vyskotlaký

### Výkony
- Maximální tah: 
  - 139,4 kN maximální výkon
  - 169,2 kN s přídavným spalováním
- Celkový poměr stlačení: 15,5:1
- Průtok/hltnost vzduchu: 186 kg/s
- Měrná spotřeba paliva:
  - 1,195 lb/(lbf⋅h) (33,8 g/(kN⋅s)) cestovní výkon/
  - 1,39 lb/(lbf⋅h) (39 g/(kN⋅s)) na úrovni moře
- Poměr tah/hmotnost: 5,4:1